# Klosterbrauerei St. Marienstern
Die Klosterbrauerei St. Marienstern (obersorbisch Klóšterska piwarnja Marijina hwězda) war eine Bierbrauerei im Zisterzienserinnenkloster Sankt Marienstern am Klosterwasser in Panschwitz-Kuckau in der sächsischen Oberlausitz. 

## Geschichte
1700 wurde die Klosterbrauerei auf dem Gelände der Abtei gegründet. Gebraut wurde das Bier vor allem für die Fastenzeit im Kloster, nach dem Grundsatz Flüssiges bricht Fasten nicht. Als das Kloster ein eingeschränktes Braurecht erhielt, konnte es auch umliegende Wirtshäuser mit dem Klosterbier beliefern. 
Über 270 Jahre bestand die Klosterbrauerei, überstand alle Krisen und Rohstoffknappheiten, jedoch nicht die zweite Welle der Enteignungen und Verstaatlichungen der DDR. 1973 musste die Brauerei auf staatlichen Druck schließen. 
Im Kloster leben heute schwerbehinderte Menschen. Einige historische Anlagen wurden für die Öffentlichkeit zugänglich gemacht. 
Seit 1993 wird das St. Marienstern Klosterbräu wieder hergestellt. Gebraut wird es von der Stadtbrauerei Wittichenau im Lohnbrauverfahren. Im Klosterladen ist das Klosterbräu erhältlich.

## Biersorten
historisch
- Deutsches Pilsner
- Pilsner
- Vollbier Hell
- Einfachbier
- Helles
- Dunkel
- Bockbier
- Malzbier

aktuell
- Dunkel
- Spezial